# Van Vollenhoven Instituut

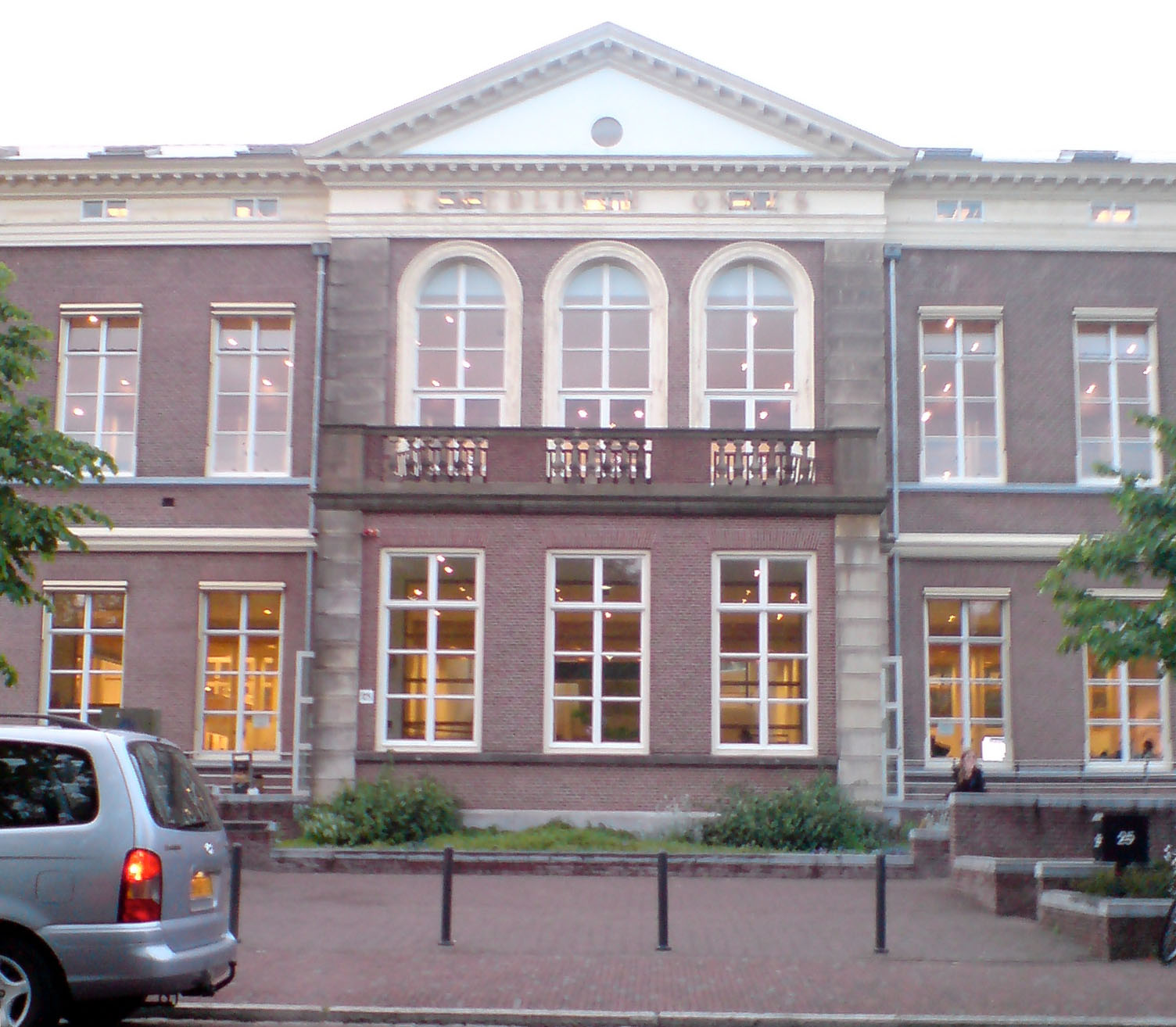
Kamerlingh Onnesgebouw, Leiden

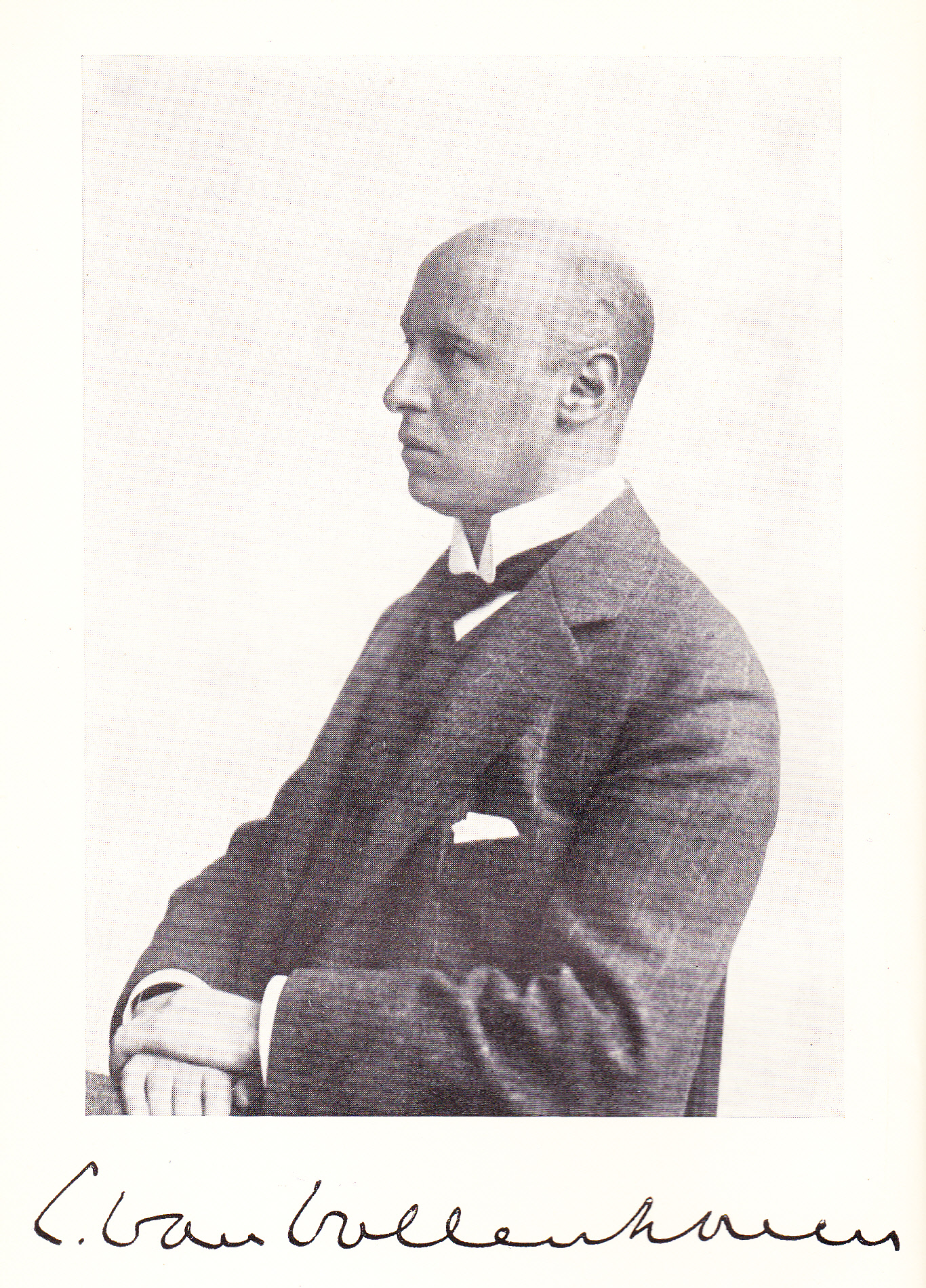
Cornelis van Vollenhoven

Het Van Vollenhoven Instituut (VVI) is een Nederlandse wetenschappelijke instelling die zich bezighoudt met onderwijs en onderzoek van recht, bestuur en samenleving, vanuit zowel juridisch als sociaalwetenschappelijk perspectief. Het instituut is onderdeel van de Universiteit Leiden en is genoemd naar de Leidse rechtsgeleerde en sociaalwetenschappelijk onderzoeker Cornelis van Vollenhoven.
Tot 2016 hield het VVI zich uitsluitend bezig met recht en bestuur in ontwikkelingslanden, daarna ook met de westerse wereld.

## Geschiedenis
Feitelijk is het Van Vollenhoven Instituut de verre opvolger van de Leidse opleidingen in koloniaal recht en bestuur. De eerste leerstoel op dit terrein werd in 1874 gevestigd. In de 20e eeuw volgde de wetenschappelijke opleiding voor koloniale bestuursambtenaren, de Indologie-opleiding. Van Vollenhoven (hoogleraar aan de juridische faculteit van 1901 tot 1933) nam hierbij het onderwijs in staatsrecht, bestuursrecht en adatrecht van Nederlands-Indië voor zijn rekening. Zijn studie naar het levende adatrecht leidde tot een veelomvattend juridisch en sociaalwetenschappelijk onderzoeksproject. Het kwam onder meer tot de publicatie van 43 adatrechtbundels.
Toen na de Indonesische onafhankelijkheid de Indologie-opleiding ophield te bestaan kwam bij de rechtenfaculteit het 'Documentatiecentrum voor Overzees Recht' (D.O.R.) tot stand. In 1978 kwamen de universiteit en het Koninklijk Instituut voor Taal-, Land- en Volkenkunde overeen hun collecties ter zake samen te voegen. Hierdoor ontstond het 'Nederlands Onderzoekscentrum voor het Recht van Zuidoost Azië en het Caraïbisch gebied' (NORZOAC). Het beheerde onder meer de collecties van de voormalige 'Adatrechtstichting', die in 1917 was opgericht door Van Vollenhoven en Christiaan Snouck Hurgronje, en die van de adatrechtgeleerde V.E. Korn.
De rechtsantropoloog Franz von Benda Beckmann was van 1978-1981 de eerste directeur van het NORZOAC (1978-1981). De jurist en bestuurskundige Jan Michiel Otto volgde hem op. Deze vervulde de functie tot aan zijn emeritaat in 2018. Op zijn initiatief werd in 1989 de naam van het centrum veranderd in 'Van Vollenhoven Instituut voor Recht en Bestuur in Ontwikkelingslanden'.

## Onderwijs en onderzoek
Het Van Vollenhoven Instituut draagt door onderzoek en onderwijs bij aan kennis en begrip van het ontstaan en functionering van rechtssystemen in met name Azië, Afrika en Europa, en hun bijdrage aan goed bestuur en ontwikkeling in brede zin van de 'Duurzame Ontwikkelingsdoelen' van de Verenigde Naties uit 2015. De bibliotheek van het instituut telt ongeveer 25.000 boeken en is onderdeel van de rechtenbibliotheek van de Universiteit Leiden. Als directeur/afdelingsvoorzitter van het Van Vollenhoven Instituut is Jan Michiel Otto in 2018 opgevolgd door de jurist en Indonesiast Adriaan Bedner.